# Podarge
En la mitología griega, Podarge o Podarga (en griego: Ποδάργη, «pies raudos») es una de las Harpías, mencionada por Homero. Higino la menciona como Podarce. De todas sus hermanas, se dice que Podarge, unida a Céfiro, que de los vientos «dicen es el más rápido», engendró dos ligeros caballos; Janto y Balio, éstos alzaban el vuelo con los vientos y fueron los caballos que recibió Aquiles. Céfiro se unió a Podarga cuando pacía en un prado a orillas de la corriente del Océano.
También se atribuye a Podarge la maternidad de Flogeo y Hárpago, caballos de los Dióscuros Cástor y Pólux, que les fueron entregados por Hermes.